# Glumslöv
Glumslöv is een dorp in de gemeente Landskrona in de Zweedse provincie Skåne. Het dorp heeft een oppervlakte van 114 hectare en een inwoneraantal van 1861 (2005).